# Rhionaeschna planaltica
Rhionaeschna planaltica är en trollsländeart som först beskrevs av Philip Powell Calvert 1952.  Rhionaeschna planaltica ingår i släktet Rhionaeschna och familjen mosaiktrollsländor. IUCN kategoriserar arten globalt som livskraftig. Inga underarter finns listade i Catalogue of Life.